# 刘勉之
刘勉之（1091年—1149年），字致中，号草堂、白水先生。福建崇安(今福建省武夷山市)人。

## 生平
绍兴年间，刘勉之经吕本中举荐于朝，因秦桧反对，不为引见。刘勉之与朱松关系较好，朱松死后，其子朱熹从之就学。

## 延伸阅读
[在维基数据编辑]
 《宋史/卷459》，出自脱脱《宋史》